# 施特格利希酯化反应
施特格利希酯化反应，一种酯化技术，由沃尔夫冈·施特格利希 1978年首先报道，即用DCC作偶联试剂，DMAP作催化剂促进的酯化反应。
此反应可看作是早先用DCC和HOBT促进酰胺形成的变体。
反应一般在室温下进行，常用溶剂为二氯甲烷，条件温和，可用于位阻大和对酸敏感底物的酯化，例如从叔丁醇制备叔丁酯。反应中的失水剂DCC在反应毕后转变为二环己基脲（DCU）。

## 反应机理
反应机理为：
- 羧酸与DCC反应，生成活性比羧酸更强的O-酰基异脲。

- 酰基异脲受醇进攻，产生DCU和相应的酯。

反应中的O-酰基异脲可发生1,3-重排生成N-酰基脲，从而不能与醇再发生作用，成为反应的副产物。为此需要加入亲核性的 DMAP，作为酰基转移试剂，以减少副反应的发生。

## 相关资料
- B. Neises and W. Steglich. "Esterification of Carboxylic Acids with Dicyclohexylcarbodiimide/4-Dimethylaminopyridine: tert-Butyl ethyl fumarate". Org. Synth.; Coll. Vol. 7: 93.

- J. Otera: Esterification. 1. Auflage, Wiley-VCH, Weinheim, 2003, ISBN 3-527-30490-8